# Plaça Imperial Tàrraco
La plaça de la Imperial Tàrraco de Tarragona és una gran intersecció giratòria practicable a la qual els vianants poden accedir per un pas de zebra des de la Rambla Nova o des de la Rambla President Lluís Companys.
En aquesta plaça conflueixen diverses carreteres importants d'entrada a la ciutat, com ara la de Salou (C-31b), la de València (N-340) i la de Lleida (N-240), la qual cosa la converteix en un dels principals nusos de trànsit de Tarragona. Hi ha també diversos edificis importants, com l'estació d'autobusos, l'antiga Facultat de Lletres de la Universitat Rovira i Virgili, la subdelegació del govern espanyol, l'antiga seu central de Caixa Tarragona i la Delegació General de Trànsit provincial.
Des del juny del 1990 fins l'abril de 2010 s'hi va col·locar una reproducció del Manneken Pis brussel·lenc com a símbol de l'agermanament de Tarragona amb Brussel·les.